# Nextcloud
Nextcloud est un logiciel libre de site d'hébergement de fichiers et une plateforme de travail collaboratif. Accessible dès le départ via WebDAV, via n'importe quel navigateur web ou via des clients spécialisés, il présente une architecture ouverte qui favorise l’extension de ses fonctionnalités. En 2020, les services proposés sont légion.

## Historique
Nextcloud est dérivé du logiciel ownCloud. Son développement commence en 2016 sur la base d'une différence de vue quant à la stratégie à adopter. Frank Karlitschek (en), le cofondateur et directeur de l'exploitation de ownCloud, quitte ce dernier projet en avril 2016 avec une équipe et crée NextCloud.
Au début de l’année 2020, Nextcloud annonce la sortie de Nextcloud 18, lequel est baptisé Nextcloud Hub.

## Fonctionnalités
- Synchronisation de fichiers entre différents ordinateurs, tablettes et smartphones.
- Stockage sécurisé (chiffrement des fichiers sur le serveur, chiffrement de la connexion de point à point).
- Partage de fichiers entre utilisateurs Nextcloud ou utilisateurs externes.
- Serveur de fichiers WebDAV.
- Calendrier (permettant la synchronisation CalDAV).
- Gestion des tâches (synchronisée avec CalDAV).
- Gestionnaire de contacts (CardDAV).
- Conférences privées audio/vidéo avec partage d'écran.
- Éditeur de texte en ligne (proposant la coloration syntaxique).
- Visionneuse de documents en ligne (PDF, OpenDocument).
- Édition en ligne de documents avec intégration de LibreOffice et/ou OnlyOffice (en option).
- Galerie d'images multi-format (jpg, cr2, img…).
- Gestionnaire de marque-pages.
- Prise de notes prenant en charge le Markdown.
- Messagerie web.
- Antivirus ClamAV (en option).
- De nombreuses autres applications[4].
- Support d'ActivityPub[5].

## Différences avec ownCloud
Bien qu'étant similaires, les deux logiciels présentent de nombreuses différences. ownCloud offre d’une part une version communautaire, libre et gratuite, et d’autre part une version entreprise propriétaire, incluant des fonctionnalités supplémentaires payantes. De son côté, Nextcloud offre l’intégralité du logiciel et de son code source gratuitement, l'offre entreprise concernant principalement du support technique.

## Utilisations officielles
Nextcloud a été adopté en France par le ministère de l'intérieur et par le ministère de l'Éducation nationale en tant que service de sa plateforme apps.education.fr. Il est également fourni comme composant du projet de système d'exploitation libre pour téléphone /e/ (ex eelo).